# شاهرگ (فیلم ۱۳۷۶)
شاهرگ فیلمی به کارگردانی علی غفاری و نویسندگی عباس جاهدجم ساختهٔ سال ۱۳۷۶ است.

## خلاصه داستان
در سال‌های پیش از انقلاب، تعدادی از قاچاقچیان دستگیر می‌شوند و مواد مخدر به دست آمده به جای سوزانده شدن در زیر خاک جاسازی می‌شود. نقشه محل دفن مواد مخدر در چهار قسمت بین تیمسار عضدی و سه تن دیگر از دست‌اندرکاران رژیم تقسیم می‌شود، تا هیچ‌یک از آن‌ها به تنهایی نتواند به مواد مخدر دسترسی پیدا کند. تیمسار عضدی که پس از انقلاب از کشور گریخته، برای یافتن سه تکه کامل کننده نقشه وارد کشور می‌شود و یک قاچاقچی بین‌المللی اسلحه را نیز با خود می‌آورد تا در ازای تحویل مواد مخدر از او اسلحه بگیرد. به دستور تیمسار، دستیارش گرگین دو نفراز صاحبان نقشه را می‌کشد. برای یافتن صاحب تکه آخر نقشه که یک عتیقه فروش است منصور جوان بی‌کاری که از طریق یک معتاد به باند تیمسار عضدی معرفی شده، استخدام می‌شود. منصور قبلاً شاگرد مرد عتیقه فروش بوده و به اتهام سرقت از صندوق مغازه به زندان رفته، اما با وساطت سرگرد فرزین آزاد شده تا از این پس زندگی آرامی را در پیش گیرد. او به مغازه عتیقه فروش می‌رود؛ ولی نه تنها نقشه را نمی‌یابد، بلکه با جسد عتیقه فروش نیز رو به رو می‌شود. او عروسکی را که حاوی نقشه است، ندانسته برمی‌دارد و برای دختر خردسالش به خانه می‌برد. سرگرد فرزین که به خانه منصور آمده، نقشه را داخل عروسک پیدا می‌کند. اما از آن جا که افراد تیمسار عضدی همسر و فرزند منصور را گروگان گرفته‌اند، کاری از او برنمی آید. منصور به خانه تیمسار عضدی می‌رود و خودش هم در آن جا گرفتار می‌شود. به دستور سرگرد فرزین ـ که می‌خواهد تا پیدا کردن مواد مخدر صبر کند و برای دستگیری قاچاقیان اقدامی نکند ـ منصور تکه کامل کننده نقشه را به تیمسار عضدی می‌دهد و برای جلب اعتماد او، با فشنگ مشقی به سرگرد فرزین شلیک می‌کند. تیمسار با افرادش به همراه منصور برای بیرون آوردن مواد مخدر و مبادله آن با اسلحه به محل اختفای مواد مخدر می‌روند. در حین مبادله، گرگین که از خیانت منصور آگاه شده، ابتدا تیمسار عضدی را مجروح می‌کند؛ اما هنگام شلیک به منصور توسط سرگرد فرزین هدف قرار می‌گیرد. دیگر افراد نیروی انتظامی نیز سر می‌رسند و ماجرا با دستگیری قاچاقچیان به پایان می‌رسد.

## بازیگران
- فریبرز عرب نیا
- چنگیز وثوقی
- جلال پیشواییان
- رضا صفایی پور
- میرمحمد تجدد
- لیلا بوشهری
- حسین بخشی پور
- حشمت اله آرمیده
- آیدا تیبانیان
- رحیم مهدی خانی
- خشایار
- اکبر رشیدیان
- محسن شایان فر
- محسن عابدی
- مهدی رضایی
- عزت اله رستمی
- محمدباقر عباسی
- حسین میرزایی
- سعید پاکروان
- سیروس قهرمانی
- احمد عباسقلی